# تولا، استونی
تولا، استونی (به لاتین: Tuula, Estonia) یک روستا در استونی است که در دهستان سائو واقع شده‌است.